# Ministero dell'interno, dei lavori pubblici e dell'edilizia abitativa
Il Ministero dell'interno, dei lavori pubblici e dell'edilizia abitativa (in spagnolo Ministerio del Interior, Obras Públicas y Vivienda) era un dicastero del governo argentino responsabile degli affari interni, dei lavori pubblici e dell'edilizia abitativa.

## Storia
Con il decreto 13/2015 (redatto il 10 dicembre 2015 da Mauricio Macri), il Ministero dell'interno e dei trasporti ha assunto la gestione dei lavori pubblici e dell'edilizia abitativa (fino ad allora di competenza del Ministero della pianificazione federale, degli investimenti pubblici e dei servizi, poi sciolto) e ha trasferito la gestione dei trasporti al nuovo Ministero dei trasporti. Di conseguenza, la denominazione del Ministero dell'interno e dei trasporti è stata sostituita da "Ministero dell'interno, dei lavori pubblici e dell'edilizia abitativa".
Il suo primo e unico titolare fu l'economista Rogelio Frigerio, nominato dal presidente Macri.
Nel 2019, il Ministero dell'interno ha riacquistato il suo nome e la sua autorità tradizionale. La competenza dei lavori pubblici è stata trasferita al Ministero dei lavori pubblici e l'edilizia abitativa al Ministero dello sviluppo territoriale e dell'habitat.